# Tríada (informática)
En la terminología de monitores de ordenador (del tipo CRT), se llama tríada al grupo de tres puntos de fósforo en el interior de su pantalla de colores rojo, verde y azul. Los triadas están separados por el paso (dot pitch). Dirigiendo distintas cantidades de electrones hacia los tres puntos de fósforo, la tríada mostrará un color combinando los elementos rojo, verde y azul.
En los LCDs, los colores se componen a partir de estos tres colores de forma similar.